# 塞內加爾足球協會
塞內加爾足球協會（法語：Fédération Sénégalaise de Football, FSF）是專門管轄塞內加爾足球事務的組織。塞內加爾足球協會成立於1960年，並在兩年後加入國際足協。此外，它還是非洲足協和西非洲足球聯會的成員之一。

## 外部連結
- 塞內加爾足球協會